# Neperpolia bangalorensis
Neperpolia bangalorensis är en stekelart som beskrevs av Hayat 2003. Neperpolia bangalorensis ingår i släktet Neperpolia och familjen sköldlussteklar. Inga underarter finns listade i Catalogue of Life.